# RSL1D1
RSL1D1‏ (Ribosomal L1 domain containing 1) هوَ بروتين يُشَفر بواسطة جين RSL1D1 في الإنسان.